# Archidiocèse de Tuxtla Gutiérrez
L'archidiocèse de Tuxtla Gutiérrez (en latin : Archidioecesis Tuxtlensis ; en espagnol : Arquidiócesis de Tuxtla Gutiérrez) est un archidiocèse métropolitain de l'Église catholique du Mexique.

## Territoire

Archidiocèse de Tuxtla Gutiérrez
Suffragants

Il comprend une partie de l'État de Chiapas ce qui correspond à un territoire d'une superficie de 24 999 km2 divisé en 76 paroisses.
Le siège archiépiscopal est dans la ville de Tuxtla Gutiérrez où se trouve la cathédrale Saint-Marc-l'Évangéliste (es).

## Historique
Le diocèse de Tuxtla Gutiérrez est érigé le 27 octobre 1964 par la constitution apostolique Cura illa du pape Paul VI en prenant une partie des territoires des diocèses de Chiapas (aujourd'hui diocèse de San Cristóbal de Las Casas), de Tapachula et de Tabasco. Il est nommé suffragant de l'archidiocèse d'Antequera.
Il est élevé au rang d'archidiocèse métropolitain le 25 novembre 2006 par la constitution apostolique Mexicani populi du pape Benoît XVI avec les diocèses de San Cristóbal de Las Casas et de Tapachula pour suffragants.

## Évêques et archevêques
évêques
- José Trinidad Sepúlveda Ruiz-Velasco (20 mai 1965 - 12 février 1988), nommé évêque de San Juan
- Felipe Aguirre Franco (28 avril 1988 - 30 juin 2000), nommé archevêque coadjuteur d'Acapulco
- José Luis Chávez Botello (16 juillet 2001 - 8 novembre 2003), nommé archevêque d'Antequera
- Rogelio Cabrera López (11 septembre 2004 - 25 novembre 2006)

archevêques
- Rogelio Cabrera López (25 novembre 2006 - 3 octobre 2012), nommé archevêque de Monterrey
- Fabio Martínez Castilla (19 février 2013 - 25 novembre 2023)
  - Rodrigo Aguilar Martínez, depuis le 27 novembre 2023 (administrateur apostolique)
- José Francisco González González, depuis le 26 février 2025